# Galceran de Requesens
Galceran de Requesens foi Vice-rei da Catalunha. Exerceu o vice-reinado da Catalunha de 1453 a 1454 durante o reinado de Afonso V de Aragão. 